# Relations entre l'Ukraine et l'Union européenne
Les relations entre l'Ukraine et l'Union européenne sont établies, trois ans après la dissolution de l'URSS, lorsque l'accord de partenariat et de coopération est signé en 1994 entre les deux parties. Une partie de la politique européenne de voisinage de 1998 fera suite à ces accords dans le cadre du Partenariat oriental.

## Histoire des relations euro-ukrainiennes

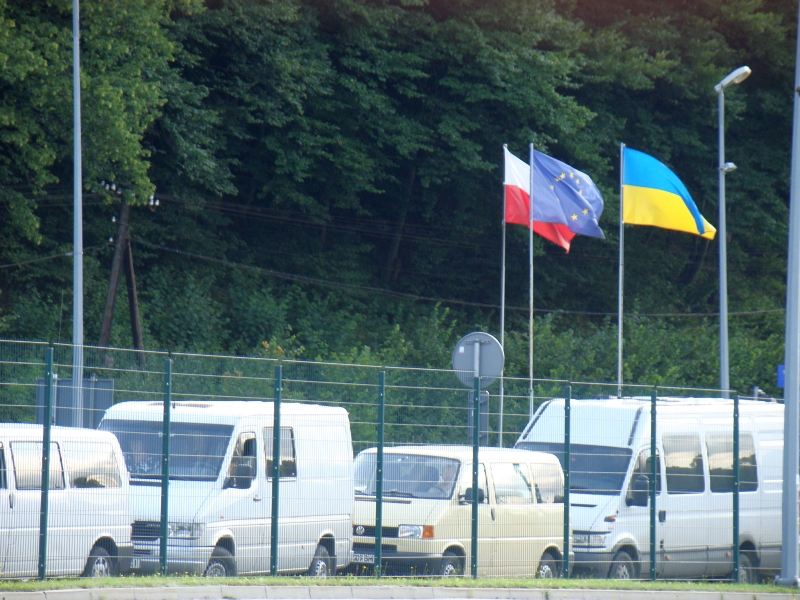
Frontière entre la Pologne et l'Ukraine, partie de la frontière entre l'Ukraine et l'Union européenne.

### Perspective européenne sans adhésion
Au début des années 1990, la Communauté économique européenne et, plus tard l'Union européenne, cherche à étendre ses relations avec l'Ukraine au-delà de la coopération, vers une intégration économique et un approfondissement des liens politiques. Au cours de cette décennie, l'Ukraine devient peu à peu le partenaire prioritaire de la politique européenne de voisinage dans le cadre du Partenariat oriental, devant la Russie et les autres pays de l'Est non-membres de l'Union européenne. Dès 1993, le gouvernement ukrainien déclare que l'adhésion à l'UE est le principal objectif de sa politique étrangère. Le dialogue politique commence entre l'UE et l'Ukraine en 1994, quand l'accord de partenariat et de coopération est signé. L'accord se focalise sur les problèmes économiques et sociaux, sur la nécessité de mettre en place des réformes de l'administration publique et de garantir la liberté de la presse et les droits civils.
Le premier sommet UE-Ukraine a lieu en septembre 1997 à Kiev, capitale de l'Ukraine. L'accord de partenariat et de coopération signé en 1994 entre en vigueur en 1998, et expire dix ans plus tard en 2008. Durant le deuxième sommet UE-Ukraine d'octobre 1998 à Vienne en Autriche, les relations UE-Ukraine sont définies comme un "partenariat stratégique et unique" et l'Ukraine montre son envie d'acquérir l'adhésion associé dans l'UE. Cependant, aucune des grandes rencontres n'offre de changements majeurs quant à une approche de l'UE.
En 2002, le commissaire à l'élargissement européen Günter Verheugen dit qu'une "perspective européenne" pour l'Ukraine ne voulait pas forcément dire une adhésion dans une dizaine ou une vingtaine d'années; cependant, c'était une possibilité. La même année, le président ukrainien Leonid Koutchma déclare que l'Ukraine veut signer un accord d'association avec l'Union européenne d'ici 2003-2004 et que son pays souhaiter remplir tous les critères d'adhésion à l'UE vers 2007-2011.
En 2004, l'Ukraine s'étant montrée préoccupée par les changements climatiques a ratifié le protocole de Kyoto, il a par ailleurs été question de discussions à propos de la protection de l'environnement (notamment en ce qui concerne la biodiversité et la préservation de la mer Noire) et de sûreté de l'énergie nucléaire lors d'un meeting en 2005. Le 13 janvier de la même année, le Parlement européen adopte presque à l'unanimité (467 voix pour et 19 contre) une motion indiquant le souhait du Parlement européen d'établir des liens plus étroits avec l'Ukraine en vue de la possibilité d'une adhésion à l'UE. Cependant, en raison de la longueur des négociations d'adhésion, la Commission européenne déclare qu'une future adhésion à l'UE n'était pas à l'ordre du jour.
Le 22 novembre 2010, l'Ukraine et le Conseil européen annoncent un plan d'action pour l'Ukraine « à travers l'établissement d'un régime d'exemption de visa pour les séjours courts ». Les négociations pour un amendement à l'accord de facilitation de visa de 2007 ont été finalisées en décembre 2011, et l'accord a été ratifié par la Rada ukrainienne le 22 mars 2013. Le Parlement européen le ratifie le 18 avril, et le Conseil européen fait de même le 13 mai.

### Craintes sur la démocratie ukrainienne et le rapport avec la Russie
L'Ukraine signe le traité de la charte sur l'énergie le 15 décembre 2010, et rejoint la Communauté de l'énergie le 1er février 2011, renforçant ainsi la coopération énergétique entre l'Ukraine et l'UE.
En 2012, l'UE signe des accords de libre-échange et d'association politique avec l'Ukraine. Mais les dirigeants européens déclarent que ces accords ne seront pas ratifiés, tant que l'Ukraine ne répond pas aux préoccupations concernant la « détérioration de la démocratie et de la primauté du droit ukrainien », en faisant référence notamment à l'emprisonnement des opposants Ioulia Tymochenko et Iouri Loutsenko en 2011 et 2012,,.
Le 25 février 2012, l'UE donne un délai de trois mois à l'Ukraine afin de mener à bien les changements nécessaires à sa justice et son système électoral afin de permettre la signature officielle des accords bilatéraux,.
Le 21 novembre 2013, alors que Moscou met la pression à l'Ukraine, Viktor Ianoukovytch, le président ukrainien qui est considéré comme pro-russe, décide de suspendre la signature de l'accord d'association entre l'Ukraine et l'Union européenne, prévue pour le 29 novembre 2013. Cela entraîne d'importantes manifestations à Kiev et dans d'autres grandes villes ukrainiennes pour protester contre cette décision et exiger la démission de Ianoukovytch. Ces manifestions sont connues sous le nom d'Euromaïdan.
Le 27 juin 2014, le nouveau président Petro Porochenko, signe l'accord d'association avec l'Union européenne à Bruxelles, dont le refus par Viktor Ianoukovytch avait entraîné l'Euromaïdan.

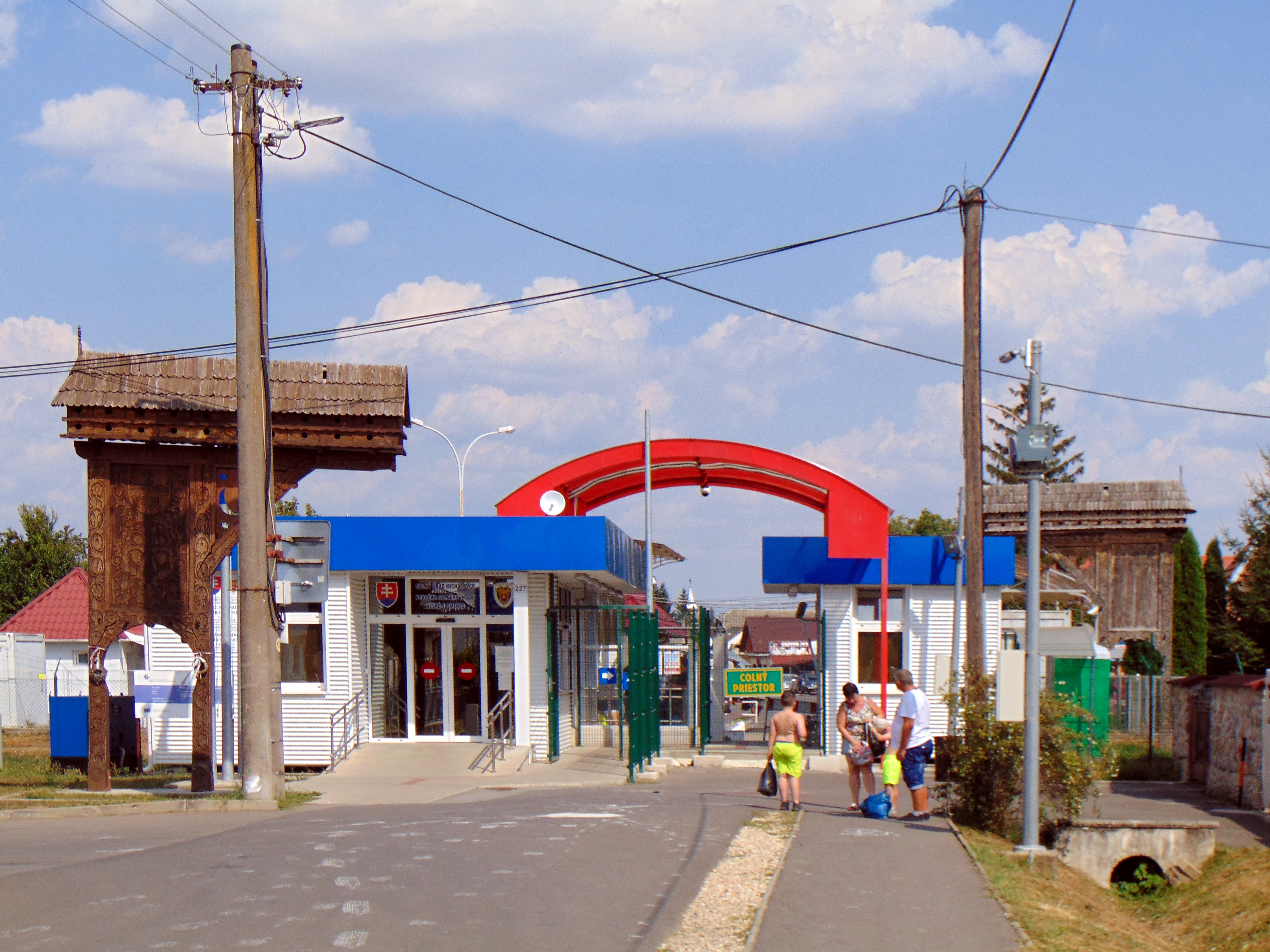
Poste-frontière à la frontière entre la Slovaquie et l'Ukraine, vue du côté slovaque.

Le 16 septembre 2014, la Verkhovna Rada (le Parlement ukrainien) approuve le projet de loi sur la ratification de l'accord d'association entre l'Ukraine et l'Union européenne, et ce dernier entre en vigueur de manière provisoire le 1er janvier 2016.
En mars 2016, le Président de la Commission européenne Jean-Claude Juncker déclare que l'Ukraine ne sera pas membre de l'Union européenne, ni de l'OTAN, avant 20-25 ans.
L'accord d'association entre l'Ukraine et l'Union européenne, signé en juin 2014, entre en vigueur de manière définitive le 1er septembre 2017. Les deux parties annoncent en février 2021 commencer à renégocier l'accord en vue d'y étendre les domaines d'activité.
Le 12 octobre 2021, l'Ukraine et l'Union européenne signent l'accord sur la Zone commune d'aviation européenne, pendant le 23e sommet Ukraine-UE.

## Impact sur les relations avec la Russie
La coopération entre l'UE et l'Ukraine a conduit la Russie en 2009 à envisager une limitation de ses exportations vers l'UE après qu'une entente a été conclue entre l'Ukraine et l'UE le 23 mars 2009 concernant les gazoducs ukrainiens,. Le ministre russe de l'énergie, Sergei Shmatko (en), accuse l'UE de vouloir se rapprocher de l'Ukraine, ce qui pourrait nuire aux intérêts de Moscou et le ministre russe des Affaires étrangères Sergueï Lavrov a qualifié l'accord d'« acte inamical ».

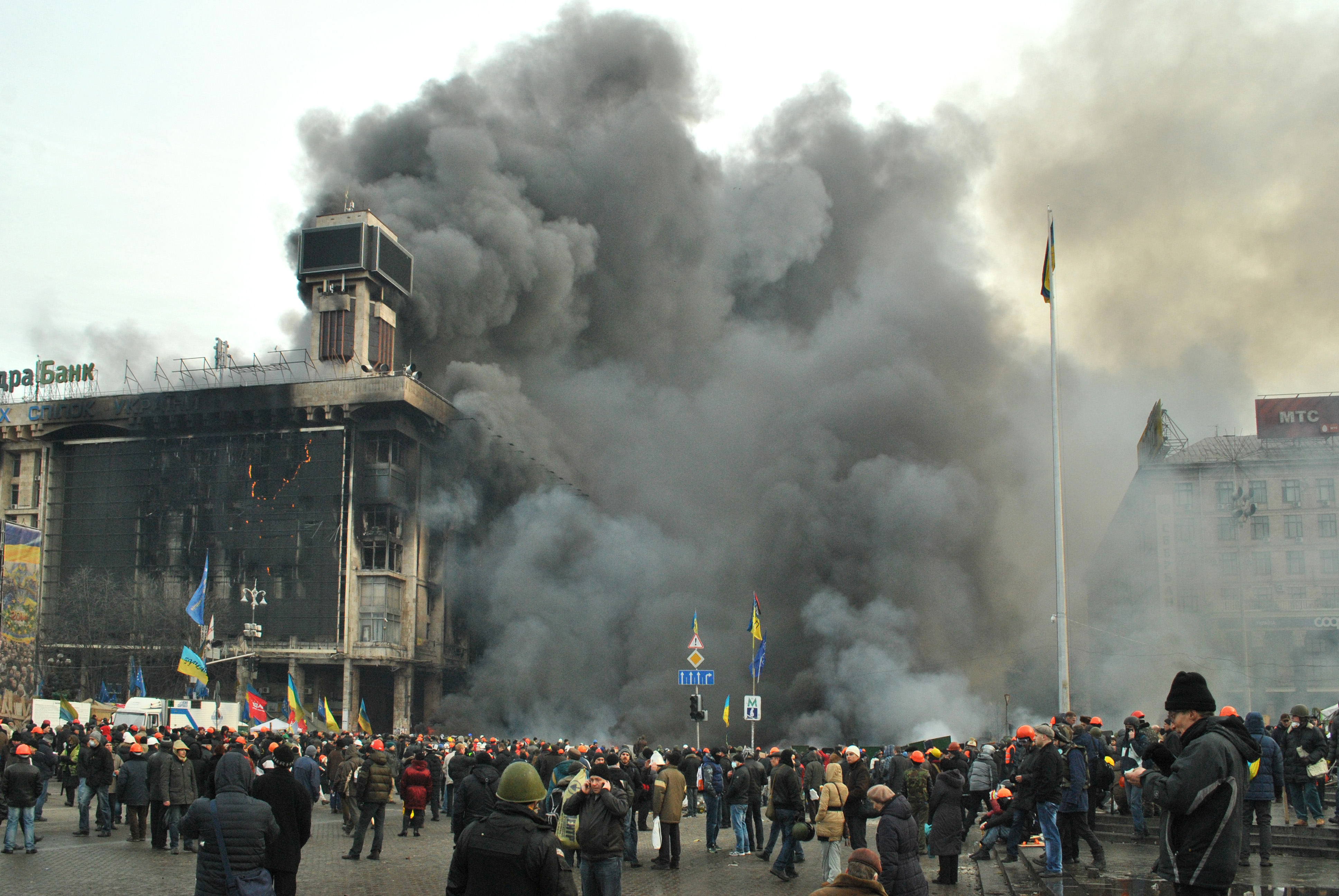
Fumée dans la ville de Kiev, pendant l'Euromaïdan (2013-2014).

En novembre 2013, alors qu'un accord d'association doit être signé entre l'UE et l'Ukraine, la Russie essaie de faire pression sur Kiev pour la faire changer d'avis, notamment en restreignant certains produits, en revoyant les prix du gaz et en envisageant d'imposer aux citoyens ukrainiens un passeport étranger. Moscou craint en effet que cette union se fasse à son désintérêt, alors que Vladimir Poutine ambitionne en même temps un rapprochement avec les anciennes républiques soviétiques. De l'avis de l'analyste politique Vladimir Fessenko : « en mettant ainsi la pression, la Russie ne fait que pousser l'Ukraine dans les bras de l'Europe ». Le 21 novembre 2013, l'Ukraine décide finalement, en raison des pressions russes, de refuser l'accord avec l'Union européenne et de « relance[r] un dialogue actif avec Moscou ». Ce revirement entraîne d'importantes manifestations pro-européennes à Kiev rassemblant au moins 100 000 personnes, l'occupation de la place Maidan et de la mairie de Kiev, avec comme mot d'ordre la démission du président Viktor Ianoukovytch.
Le 2 décembre 2013, le président de la Commission européenne José Manuel Barroso rencontre une délégation ukrainienne pour discuter à propos de liens plus étroits avec l'UE, mais déclare ne pas relancer de négociations sur l'accord d'association. Le 17 décembre 2013, l'Ukraine et la Russie signe un traité (le Plan d'action russo-ukrainien du 17 décembre 2013) prévoyant que la Russie payerait 15 milliards d'Eurobonds ukrainiens et que le coût du gaz naturel russe envoyé à l'Ukraine serait réduit. Trois jours plus tard, des hauts responsables européens disent que l'UE est toujours prête à signer l'accord d'association « aussi tôt que l'Ukraine était prête pour », que l'accord était aussi bénéfique pour la Russie, et que l'UE n'est pas « concernée par le fait que l'Ukraine signe des accords avec la Russie »,,,.

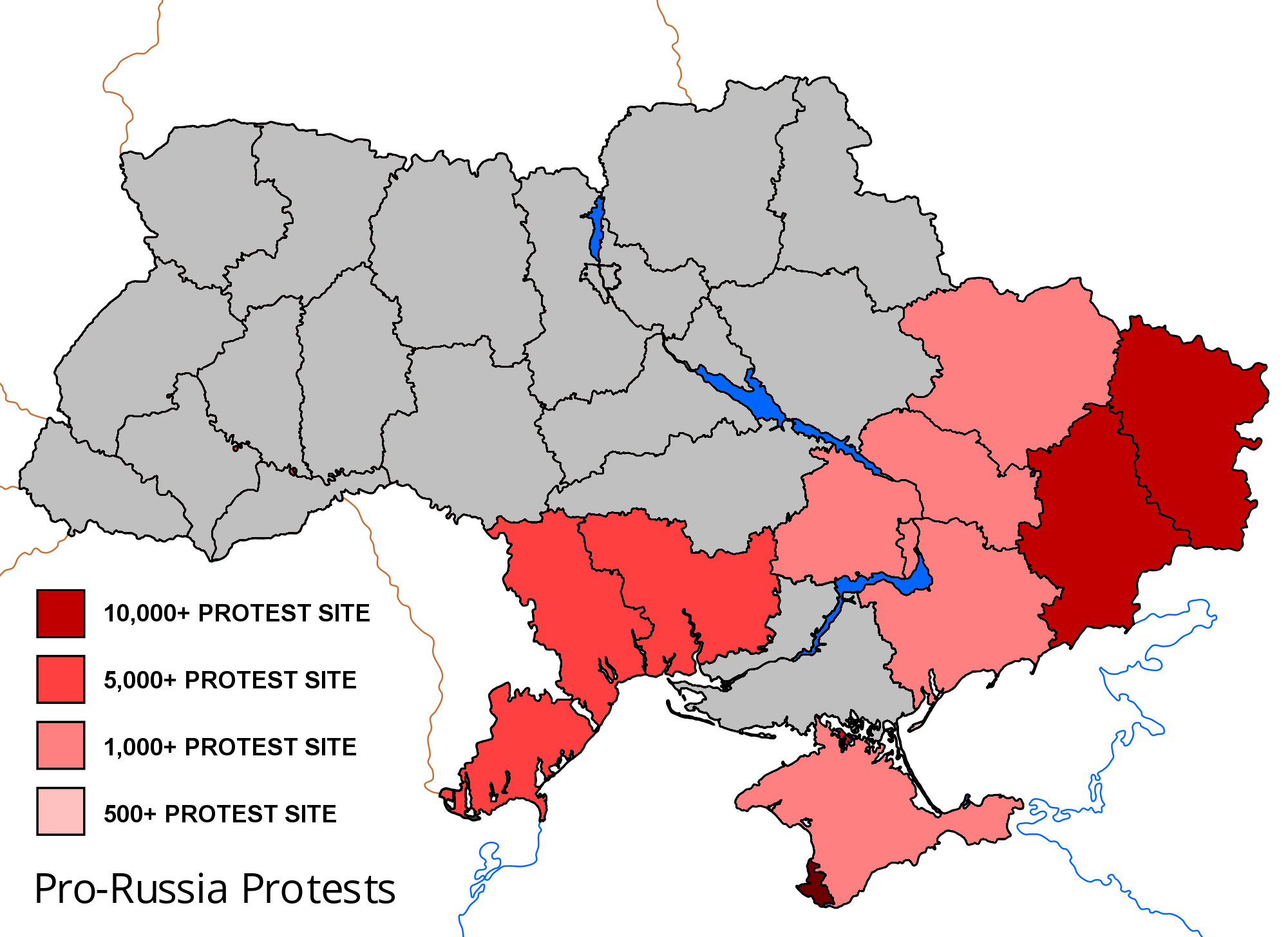
Carte de l'Ukraine montrant les manifestations pro-russes.

Le 21 février 2014, le président Viktor Ianoukovytch signe un accord de sortie de crise avec l'opposition, sous la médiation de la Russie et de l'Union européenne. Le lendemain, la police se retire du centre de Kiev et le Parlement ukrainien vote sa destitution à l'unanimité (328 voix pour). Le 23 février 2014, à la fin de la révolution de février, Ianoukovytch fuit en Russie et l'opposition prend le pouvoir à la suite de sa destitution. Débute alors une crise entre l'Ukraine et la Russie et l'occupation par des troupes pro-russes de la Crimée et des manifestations anti-Maïdan dans les villes russophones de l'est de l'Ukraine (telles que Donetsk, Louhansk ou Kharkiv), la Russie ne reconnaissant pas la légitimité du nouveau gouvernement ukrainien, qualifiant son accession au pouvoir de coup d'État. L'Union européenne, tout comme les États-Unis, a condamné la Russie, l'accusant d'intervenir militairement en Crimée et a ordonné la suspension immédiate des négociations de libéralisation des visas tout en évoquant la possibilité de sanctions économiques (gels d'avoirs notamment). Le 18 mars 2014, à la suite d’un référendum tenu le 16 mars en Crimée, le gouvernement russe annonce que la République de Crimée et la ville de Sébastopol, ukrainiennes, deviennent deux nouveaux sujets fédéraux de la fédération de Russie. Le rattachement est ratifié le 20 mars 2014 par la chambre basse  avec 443 voix pour et une contre. La chambre haute fait de même le 21 mars à l'unanimité.
Le même jour que la ratification du rattachement de la Crimée par le Conseil de la fédération de Russie, l'Ukraine signe le volet politique du Partenariat oriental avec l’Union européenne, dont le rejet par Viktor Ianoukovytch avait déclenché les manifestations d’Euromaïdan. La signature de ce document et le rapprochement avec l'UE était l'une des revendications du mouvement.

## Relations économiques

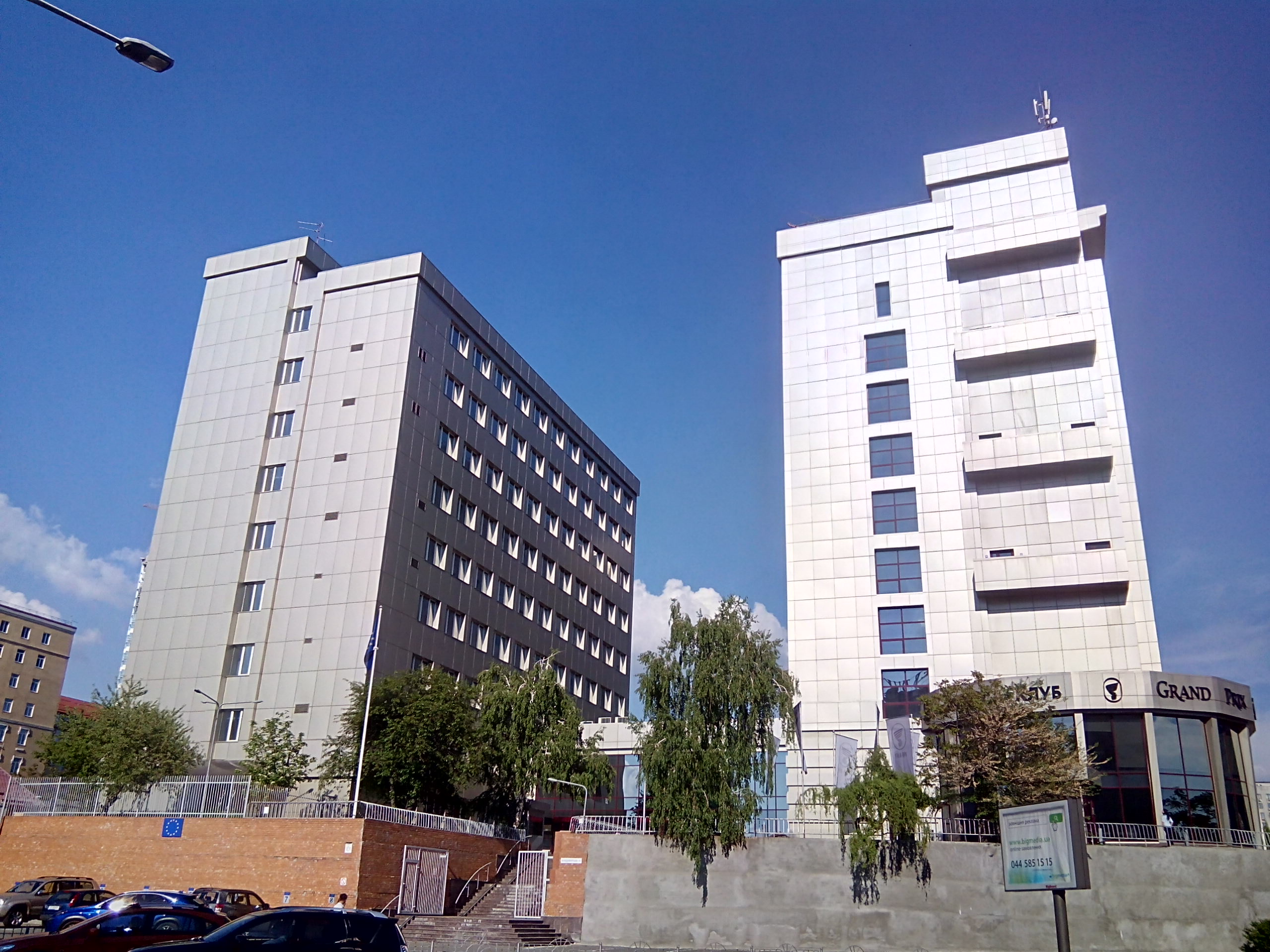
Ambassade de l'Union européenne à Kiev en 2016.

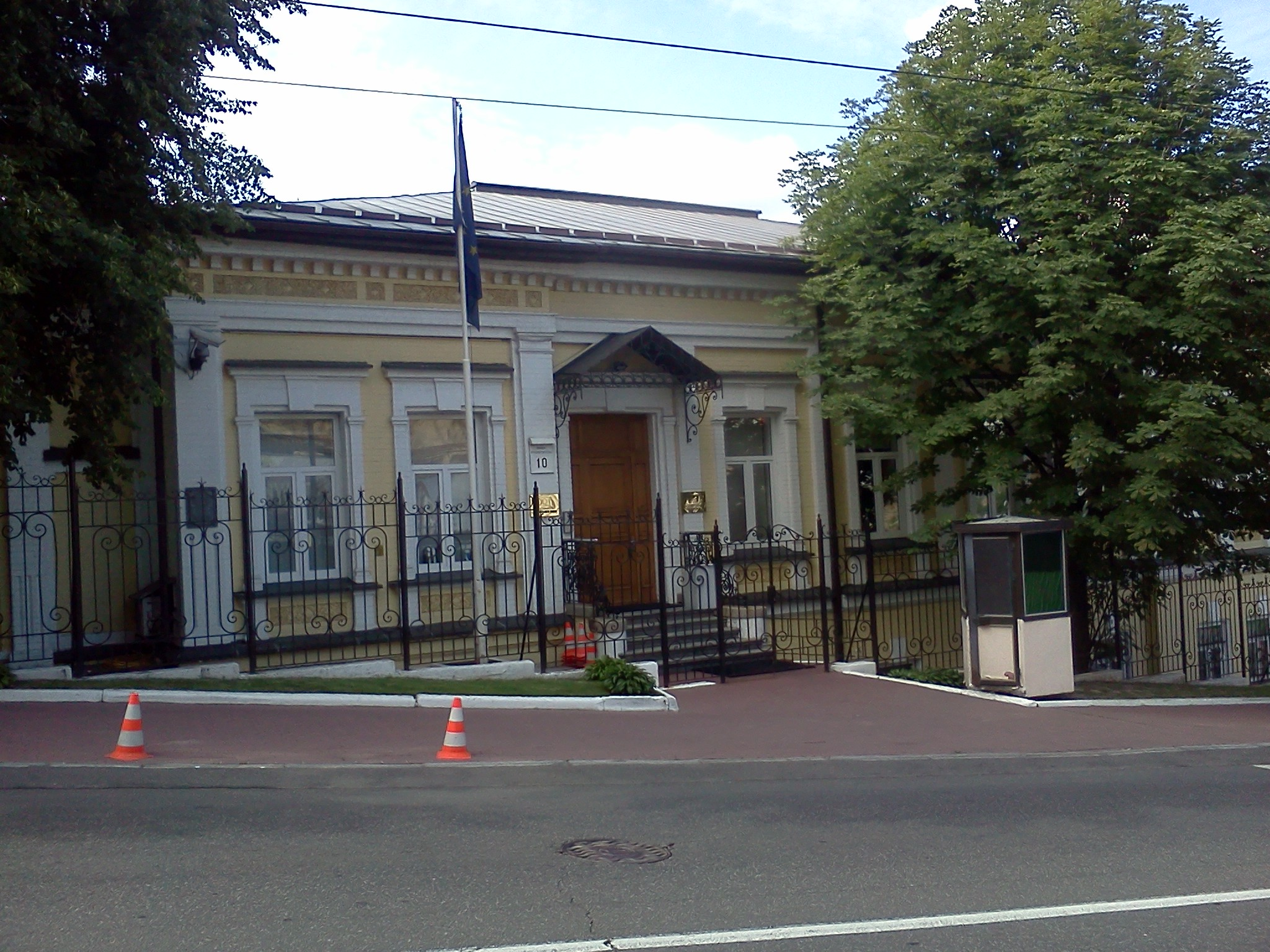
Ambassade de l'Union européenne à Kiev en 2012.

Durant les années 1990, l'Allemagne, les Pays-Bas et l'Italie sont les principaux partenaires commerciaux de l'Ukraine. Selon Eurostat, entre 2000 et 2007, le commerce UE-Ukraine a plus que triplé, les exportations passant de 5,5 milliards d'euros à 22,4 milliards d'euros, tandis que les importations ont augmenté de 4,8 milliards d'euros à 12,4 milliards d'euros. Néanmoins, cette augmentation ne fait pas de l'Ukraine l'un des partenaires commerciaux majeurs de l'UE. En 2007, l'Ukraine ne représente en effet que 2 % des exportations de l'UE et à peine 1 % de ses importations, occupant ainsi la 16e place du commerce extérieur de l'Union européenne.
Selon la Commission européenne, le commerce UE-Ukraine est dominé par les échanges de produits manufacturés. En 2007, presque la moitié des exportations européennes vers l'Ukraine sont des machines et des véhicules. La même année, les principales exportations européennes vers l'Ukraine étaient des médicaments, des véhicules motorisés et des téléphones, quand les principales importations étaient des produits en fer et en acier, de l'huile de tournesol, du ferronickel, des minerais de fer et du pétrole.
Parmi les Vingt-Sept, l'Allemagne est le plus important exportateur (26 % des exportations européennes vers l'Ukraine, pour une valeur de 5,9 milliards d'euros), suivi par la Pologne (4,1 milliards d'euros, 18 %). L'Italie est le plus important importateur (2,4 milliards d'euros, 19 % des exportations ukrainiennes vers l'UE), suivie par la Bulgarie (1,6 milliard d'euros, 13 %) et l'Allemagne (1,3 milliard d'euros, 11 %).
En mars 2024, après un important épisode de manifestation agricoles, l'Union européenne met en place des plafonds aux exonérations de droits de douanes pour les denrées agricoles venant d'Ukraine,.

## Adhésion de l'Ukraine à l'UE
Selon un sondage en décembre 2008, quatre ans après la révolution orange, 44,7 % de la population ukrainienne s'est dite favorable à une adhésion de leur pays à l'UE tandis que 35,2 % des sondés se sont dits contre. L'Ukraine occidentale est une région historiquement europhile et se montre globalement plus enthousiaste que l'Ukraine orientale, région principalement russophile, bien que dans la plupart des régions, les citoyens pensent que leurs vies s'amélioreraient grandement et rapidement si leur pays adhérait à l'UE,.
En avril 2021, dans la cadre du conflit russo-ukrainien débuté en 2014 avec l'Euromaïdan et la révolution de février, et à la suite d'une nouvelle crise diplomatique avec la Russie, le président Volodymyr Zelensky demande au président français Emmanuel Macron et à la chancelière allemande Angela Merkel d’entamer la procédure d'adhésion à l'Union européenne. Zelensky déclare ainsi lors d'une entrevue pour le journal français Le Figaro : « Nous ne pouvons pas rester indéfiniment dans la salle d’attente de l’UE et de l’OTAN. [...] Le moment est venu de passer la vitesse supérieure, de nous inviter à rejoindre l’UE et l’OTAN ».
En février 2022, à la suite de l'invasion de l'Ukraine par la Russie, la présidente de la Commission européenne, Ursula von der Leyen, s'est prononcée à titre personnel en faveur de l'adhésion de l'Ukraine à l'Union européenne.

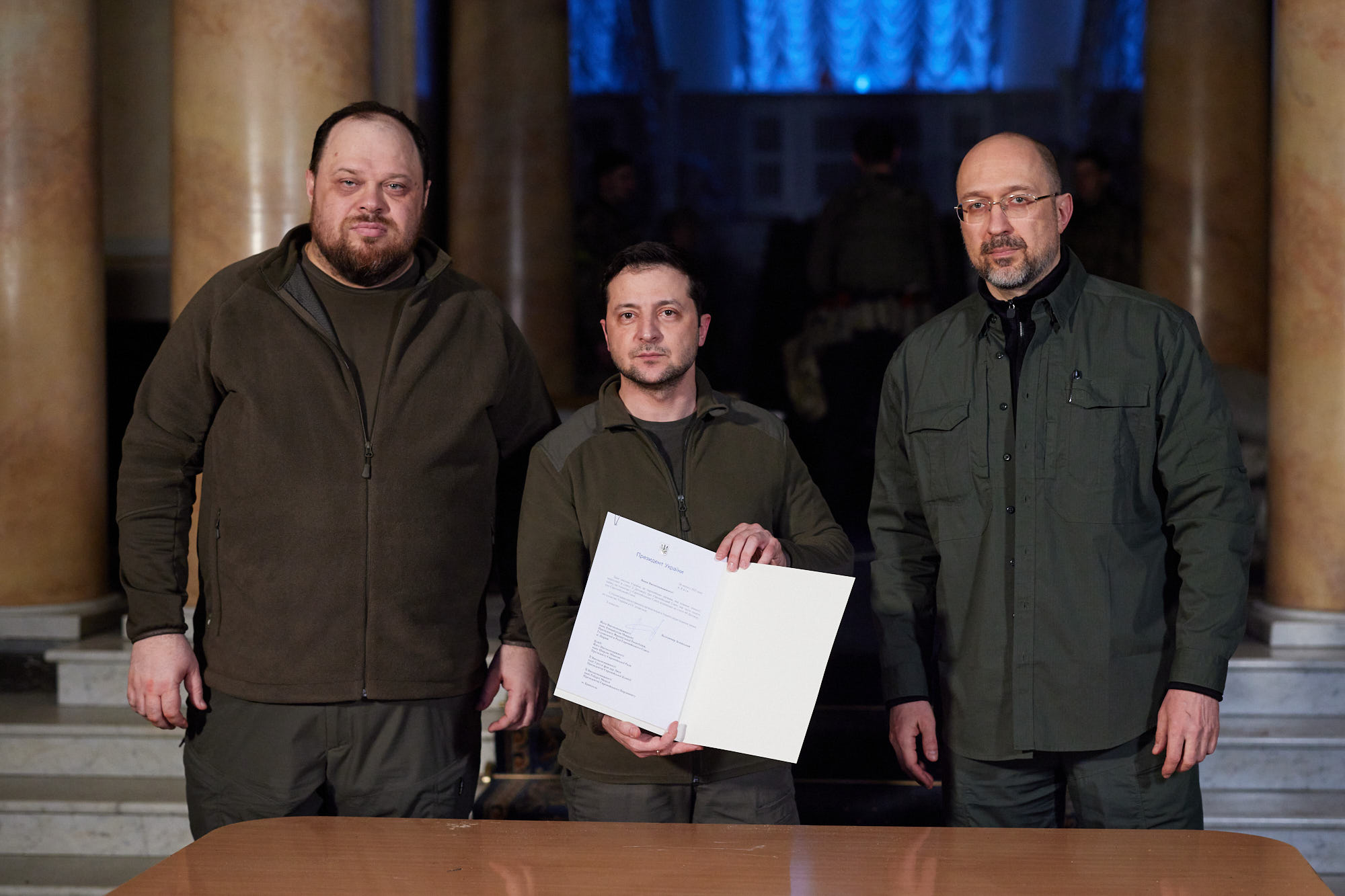
Le président Volodymyr Zelensky, avec le Premier ministre Denys Chmyhal et le président de la Rada Rouslan Stefantchouk, montrant le document contenant la demande de candidature à l'adhésion à l'Union européenne.

Drapeau mêlant ceux de l'Ukraine et de l'UE

Le 28 février, puisque les négociations pour tenter de sortir de la guerre avec la Russie ont échoué, Volodymyr Zelensky, président de l'Ukraine, a demandé que son pays intègre l'Union européenne « sans délai », et signe le même jour la demande d'adhésion de l'Ukraine à l'Union européenne.
| Date           | Pour l'adhésion à l'UE | Pour l'adhésion à l'Union eurasiatique | Sources                           |
| -------------- | ---------------------- | -------------------------------------- | --------------------------------- |
| Avril 2014     | 59,2 %                 | 23,9 %                                 | https://ratinggroup.ua/           |
| Février 2015   | 47 %                   | 12 %                                   | https://www.kiis.com.ua/?lang=eng |
| Mars 2015      | 51.4 %                 | 10.5 %                                 | https://www.kiis.com.ua/?lang=eng |
| Juin 2015      | 51 %                   | 23,9 %                                 | https://ratinggroup.ua/           |
| Janvier 2016   | 59 %                   | 16 %                                   | https://ratinggroup.ua/           |
| Septembre 2016 | 49 %                   | 18 %                                   | https://www.kiis.com.ua/?lang=eng |
| Juin 2017      | 50 %                   | 12 %                                   | https://ratinggroup.ua/           |
| Décembre 2017  | 59 %                   | 26 %                                   | https://ratinggroup.ua/           |
| Juillet 2018   | 50 %                   | 28 %                                   | https://ratinggroup.ua/           |
| Janvier 2019   | 50 %                   | 9 %                                    | https://ratinggroup.ua/           |
| Décembre 2019  | 64 %                   | 13 %                                   | https://razumkov.org.ua/en/       |
| Novembre 2021  | 62 %                   | ?                                      | https://ratinggroup.ua/           |
| Février 2022   | 86 %                   | ?                                      | https://ratinggroup.ua/           |
| Mars 2022      | 91 %                   | ?                                      | https://ratinggroup.ua/           |

## Soutien à l'Ukraine pendant la guerre
Après l'invasion russe de l'Ukraine, le soutien à l'adhésion à l'UE a atteint un record de 91 %. Dans les premiers jours de la guerre russo-ukrainienne à grande échelle, il y a eu une augmentation de 68 % à 86 %, puis a continué de croître et à la fin du mois de mars, il est de 91 % - un record absolu pour toutes les années de recherche.
Le 8 avril 2022, la présidente de la Commission européenne, Ursula von der Leyen, accompagnée du chef de la diplomatie européenne, Josep Borrell, et du Premier ministre slovaque, Eduard Heger, s'est déplacée sur les lieux du massacre de Boutcha pour y exprimer la solidarité de l'Union européenne avant de rejoindre la capitale ukrainienne, Kiev, et rencontrer le président Volodymyr Zelensky.
Le 16 juin 2022, quatre dirigeants de pays membres de l'Union européenne, à savoir le président français, Emmanuel Macron, le président du Conseil italien, Mario Draghi, le chancelier allemand, Olaf Scholz, et le président roumain, Klaus Iohannis, se sont rendus à Kiev à la rencontre de Volodymyr Zelensky. La venue historique de ces représentants en pleine guerre russo-ukrainienne est en grande partie axée sur le soutien européen pour la guerre face à la Russie mais aussi avec des discussions quant à l'adhésion de l'Ukraine à l'Union européenne. Cette rencontre s'est conclue avec l'approbation[De quoi ?] des dirigeants étrangers venus sur place.
En septembre, l'Ukrainienne Olena Zelenska, épouse du président Zelensky, est acclamée par le Parlement européen alors qu'elle en est l'invitée d'honneur à l'occasion du discours sur l’état de l’Union de la présidente du Parlement européen, Roberta Metsola.
Le 17 octobre est initié la Mission d’assistance militaire de l’Union européenne en soutien à l’Ukraine.
À l'occasion du troisième anniversaire de l'invasion, la présidente de la Commission européenne, Ursula von der Leyen, et le Collège des commissaires ont visité Kiev. Elle a rencontré le président ukrainien Volodymyr Zelenskyy, discuté de l’avenir de l’Ukraine en tant que nation libre et souveraine. En outre, l’Union européenne continue de soutenir le processus d’adhésion à l’UE de l'Ukraine et d’aider activement la résilience et le rétablissement de l’Ukraine.

## Sources

## Compléments